# Wojciech Dobiecki (1782–1862)
Wojciech Dobiecki (ur. 17 kwietnia 1780 w Łopusznie, zm. 9 lutego 1862 w  Ostałowie) – generał, uczestnik wojen napoleońskich i powstania listopadowego. Brat gen. Wincentego Dobieckiego.

## Życiorys
Urodził się  17 kwietnia 1780 roku, w miejscowości Łopuszno. Służbę wojskową rozpoczął w 1798 w Legii Naddunajskiej. Później w Legii gen. Jana Henryka Dąbrowskiego we Włoszech. Odbył kampanie: włoską, hiszpańską i pruską, gdzie został ciężko ranny w głowę.
Od sierpnia do października 1807 stacjonował w Prudniku jako oficer pułku ułanów Legii Polsko-Włoskiej. Po powrocie do kraju w 1807 wszedł do Armii Księstwa Warszawskiego. W 1809 walczył przeciwko Austriakom. W 1812 wziął udział w inwazji na Rosję. W 1813 wziął dymisje w stopniu pułkownika. Założył rodzinę i zamieszkał w Pęczelicach, majątku ziemskim należącym do jego drugiej żony Anny z Niemiryczów.
Po wybuchu powstania listopadowego powrócił do służby. W styczniu 1831 generał ordynator armii powstańczej. Mimo olbrzymich trudności i złego stanu zdrowia sprostał obowiązkom. Po upadku powstania emigrował do Elbląga. Później powrócił do kraju i do Pęczelic, gdzie napisał „Wspomnienia wojskowe”, których część opublikowano w 1859 roku.